# رودالف تسینگ
رودالف تسینگ (انگلیسی: Rudolph Tesing; ۴ فوریهٔ ۱۸۸۱ – ۲۹ آوریل ۱۹۲۶) کشتی‌گیر اهل ایالات متحده آمریکا بود.